# Greffoir

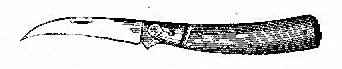
Greffoir, gravure allemande de 1855 (Pomologische Monatshefte).

Le greffoir est un outil agricole servant à greffer les végétaux. Le greffoir a ordinairement la forme d'un petit couteau à lame mince et extrêmement tranchante. Il permet l'incision des branches ou du tronc du porte-greffe afin d'y insérer le greffon.

## Symbolique

### Calendrier républicain
- Dans le calendrier républicain, le Greffoir était le nom attribué au 30e jour  du mois de germinal[1], généralement chaque 19 avril du calendrier grégorien.